# Hasta+Coda-Theorie
Die Hasta+Coda-Theorie, auch Hasta-Coda-Theorie, ist eine Theorie des Sprachwissenschaftlers Herbert Brekle zur Beschreibung und Erklärung unserer heutigen Buchstabenformen. Demnach hat die Gliederung der Buchstaben in zwei Teile bei der Entstehung des lateinischen Alphabets und seiner Vorgängeralphabete eine wichtige Rolle gespielt. Diese Teile sind ein Hasta genannter vertikaler Hauptstrich und die als Coda bzw. Codae bezeichneten horizontalen Fortsätze. Unser Alphabet besteht ungefähr zur Hälfte aus Buchstabenformen, die eine Hasta-plus-Coda-Struktur aufweisen. Dies gilt sowohl für die Großbuchstaben (Majuskel) als auch für die Kleinbuchstaben (Minuskel).

## Definition
Brekle definiert Hasta und Coda folgendermaßen:

„Der vertikale Schaft einer Buchstabengestalt, z. B. I in B/b, in D/d wird Hasta (lat. ‚Stab, Speer‘) genannt. Die an der Hasta sich typischerweise rechts anschließenden geraden Strecken und/oder Kurvenstücke sollen Coda bzw. Codae heißen.“

Solche Figuren sind also vertikalaxial asymmetrisch. Diese Hasta-plus-Coda-Struktur gilt grundsätzlich auch für entsprechende Buchstabenformen früherer Entwicklungsstadien der lateinischen Alphabetschrift (protosinaitisch, phönizisch und griechisch). Diese Struktur weisen ebenfalls – in wechselnder Zusammensetzung – ungefähr die Hälfte der Buchstaben des jeweiligen Alphabets auf. Die Buchstaben der anderen Hälfte zeigen andere Symmetrieeigenschaften: vertikalaxial symmetrisch oder punktsymmetrisch.
„[Der] Strukturtyp Hasta plus Coda von Buchstaben läßt sich (…) durch kognitiv-psychologische Kriterien als ein ‚realistisches‘ Strukturprinzip und nicht als ein bloß konstruierter Gestalttyp erweisen.“

## Beispiele
Die Hasta-plus-Coda-Struktur spielte bei der Ausdifferenzierung einer Minuskelschrift aus römischen Majuskelformen ab dem 1. Jahrhundert n. Chr. eine entscheidende Rolle. Einige Beispiele aus unserer heutigen sogenannten Druckschrift und einigen Abbildungen verdeutlichen die vorstehenden, mehr theoretischen Ausführungen. Semitisch-griechische Entwicklungsstufen des lateinischen Alphabets bleiben im Folgenden unberücksichtigt.

### D zu d
Anhand dieser beiden heutigen Buchstabenformen kann man zeigen, wie sich in altrömischer Zeit aus der Majuskelform D die Minuskelform d entwickelt hat. Beide Formen weisen eine Hasta-plus-Coda-Struktur auf. Ein wesentlicher Unterschied zwischen den beiden besteht darin, dass D dextral orientiert ist, also nach rechts „blickt“, während d sinistral (nach links) orientiert ist. Damit wird eine Regularität durchbrochen: Die Codae anderer Buchstabenformen wie B/b, F/f,  h, L/l, P/p und R/r sind dextral orientiert. Eine Ausnahme bildet das q (dazu unten bei G zu g).
An dieser Stelle muss das Kriterium der „freien Vertikalhasta“ eingeführt werden.
Brekle definiert: „Unter ‚freier Hasta‘ ist derjenige Bestandteil einer Buchstabenform zu verstehen, der nicht in seiner ganzen Längenerstreckung von Codateilen umschlossen bzw. begrenzt ist; zum Beispiel F, L, P.“ Dieses Kriterium wird nun allerdings in der klassisch-römischen Zeit vom D nicht erfüllt. Der Weg zur Lösung des Problems führt über handschriftliche Varietäten, wie sie in Privatbriefen und bürokratischen Dokumenten erscheinen (s. Abb. 1 und 8).
In Abb. 8 erscheint in der 1. Zeile die Wortform DONATOS. Das D zeigt ein leichtes Überschießen des Codabogens nach oben. In Abb. 1 – weniger formell geschrieben als Abb. 8 – erscheint in der fünften Zeile CEDO. Hier ist der Codabogen zu einem geraden schrägen Strich mutiert. Im Papyrusfragment de bellis macedonicis (Abb. 7) – ein rundes Jahrhundert nach Abb. 1 geschrieben – sieht man die neue Form des D/d schon konventionalisiert. Ein letzter Entwicklungsschritt besteht in der Vertikalisierung des „schrägen“ alten Codastrichs, der damit vollends zur neuen Hasta geworden ist.
In Ergänzung zum oben genannten Kriterium der „freien Vertikalhasta“ ist noch auf die qua Systemzwang entstandene neue Regularität hinzuweisen: Die Verteilung der Ober- und Unterlängen (der neuen Minuskelformen, die sich in ein Vierlinien-Schema einpassen) regelt sich so, dass bei Formen mit einer Codafigur unten an der Hasta diese eine Oberlänge zugewiesen bekommt (z. B. b, d, h, l; B ist die Vorgängerform von b, bei der der obere Codabogen des B mit der Hasta verschmilzt und so eine freie Hasta erzeugt). Sitzt die Codafigur oben an der Hasta, bekommt diese eine Unterlänge: f, p. Der Buchstabe f  hat heute nur handschriftlich bzw. in der Kursiv-Antiqua und Frakturschrift zusätzlich noch eine Unterlänge, weil dessen oberer Codastrich im Vergleich mit den bogigen Codafiguren optisch als zu „schwach“ erscheint. Zu f mit Ober- und Unterlänge vergleiche in Abb. 3 die Namen 'Humfredus' und 'aba florianus'.

### E zu e
In Abb. 2, dritte und fünfte Zeile, erscheinen zwei E-Formen, die als solche nicht zu erkennen sind. Der obere und untere Codastrich des E wird schwach nach rechts eingekrümmt und verschmilzt mit der Hasta, wird also in einem Zug geschrieben, was zum Verlust der ursprünglichen Hasta-plus-Coda-Struktur führt (siehe Abb. 5 und 6). In letzteren berührt der obere Bogen des E/e beinahe den mittleren Codastrich. Damit ist die karolingische Minuskelform e schon festgelegt (siehe Abb. 3).

### G zu g
G ist abzuleiten aus der Form des C, dieses wiederum aus der griechischen rechtwinkligen Gamma-Form. G ist im römischen Alphabet ein neuer Buchstabe, der vom C durch Hinzufügung eines kurzen Striches am unteren Halbbogen unterschieden wurde (etwa in Abb. 2, vierte Zeile, und Abb. 6). Bei diesen beiden Alphabeten erkennt man eine Entwicklungsstufe. Das Hilarius-G zeigt einen schwungvollen Abstrich nach links unten. Der in der Unterlänge nach links umgebogene zweite [Feder]Zug war notwendig, um eine Homomorphiekollision mit der Form q zu verhindern. „Wichtig für die Entstehung der karolingischen Form g war das Umbiegen des Abwärtsstriches nach links und die Schließung des Bogens durch den oben angesetzten Abwärtsstrich.“ So in Abb. 3 gisela in der vierten Zeile und die Varianten in der zweiten Spalte bei hildigarda, reg(ina).
Diese Abbildung lässt auch gut erkennen, dass mit der Kanonisierung der karolingischen Minuskelschrift als normaler Buchschrift das Stadium unseres heutigen Kleinbuchstabenalphabets schon erreicht war, abgesehen von einigen Details wie dem langen s und dem f mit Unterlänge in der Druckschrift.

## Schriftentwicklung
Brekle schließt seine Untersuchungen mit dem vorläufigen Fazit,

„dass in der römischen Alltagskurrentschrift [und zeitlich parallelen Buchschriften] wesentliche Elemente der späteren buchschriftlichen Minuskelschrift schon angelegt waren: die Überschreitung des alten Zweiliniensystems der Capitalis durch die Ausbildung konsistent [und regelgerecht, Hasta-plus-Coda-Prinzip] verwendeter Ober- und/oder Unterlängenformen in Richtung auf ein Vierliniensystem und damit im Zusammenhang die Präformierung zahlreicher späterer minuskelschriftlicher Buchstabenformen.“

## Galerie

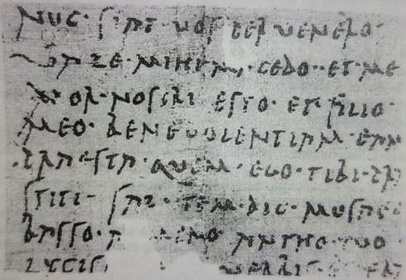
Abb. 1. Kopie eines Briefs, mit Calamus auf Papyrus, 1. Jahrhundert v. Chr.
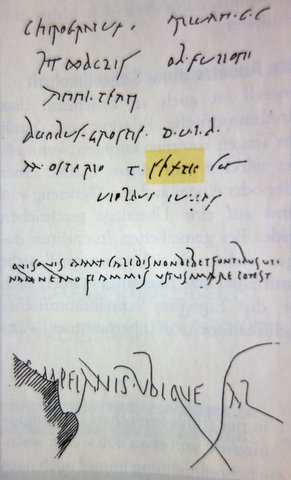
Abb. 2. „Schuldverschreibung“ und pompejianische Graffiti, 1. Jahrhundert n. Chr.
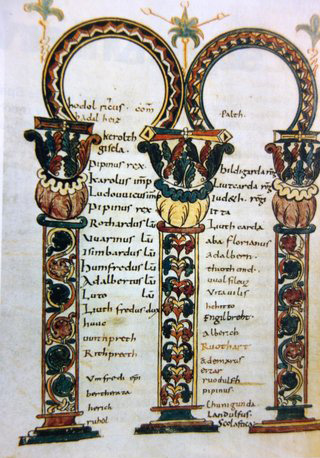
Abb. 3. Seite aus dem Liber Viventium Fabariensis, 9. Jahrhundert
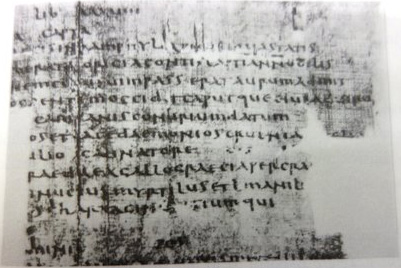
Abb. 4. Papyrusfragment Epitome Livii, 2./3. Jahrhundert
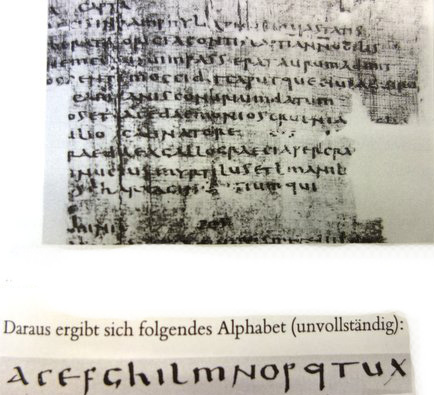
Abb. 5. Alphabet (unvollständig) aus Epitome Livii
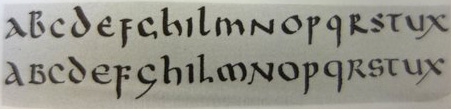
Abb. 6. Alphabete aus Cyprian und Hilarius
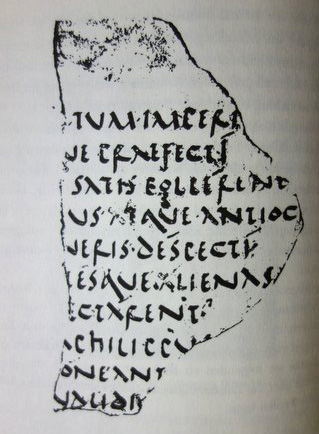
Abb. 7. Papyrusfragment de bellis macedonicis, 1./2. Jahrhundert
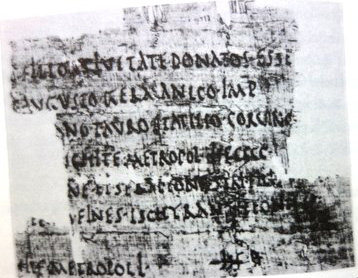
Abb. 8. Kopie einer Bestandsaufnahme, Mitte 1. Jahrhundert n. Chr.

## Weiterführende Literatur
- Herbert E. Brekle: „Some Thoughts on a Historico-Genetic Theory of the Lettershapes of our Alphabet“, in: W. C. Watt (Hrsg.): Writing Systems and Cognition: Perspectives from Psychology, Physiology, Linguistics, and Semiotics, Neuropsychology and Cognition, Band 6, Kluwer, Dordrecht 1994, S. 129–139 ISBN 0-7923-2592-3